# Gnathocera varians
Gnathocera varians är en skalbaggsart som beskrevs av Hippolyte Louis Gory och Achille Rémy Percheron 1833. Gnathocera varians ingår i släktet Gnathocera och familjen Cetoniidae.

## Underarter
Arten delas in i följande underarter:
- G. v. histrionica
- G. v. roseni
- G. v. antoinei